# Partido Comunista da Boêmia e Morávia
O Partido Comunista da Boêmia e Morávia (em tcheco: Komunistická Strana Čech a Moravy), mais conhecido pelo acrónimo KSČM, é um partido político de ideologia comunista da Chéquia. A nível europeu, forma parte da Esquerda Unitária Europeia/Esquerda Nórdica Verde. 

## Histórico
O partido foi oficialmente fundado em 31 de março de 1990 depois de um congresso extraordinário do Partido Comunista da Checoslováquia (KSČ), que decidiu fundar um partido específico para os territórios da Boêmia e Morávia, regiões que foram integradas à Chéquia. Neste mesmo ano, o KSČ tornou-se uma federação de dois partidos: o KSČM e o Partido Comunista da Eslováquia (KSS). Esta federação rompeu-se em 1992 após a cisão da antiga Checoslováquia em Chéquia e Eslováquia.
Depois do II Congresso, vários grupos se separaram do KSČM, surgindo novos partidos de esquerda. Em 1995, um novo grupo se separou do partido passando-se a chamar Partido dos Comunistas da Tchecoslováquia. Atualmente, esta pequena formação partidária retomou o nome do Partido Comunista da Tchecoslováquia, liderado por Miroslav Štěpán.
Em 12 de outubro de 2006, Juventude Comunista, ala jovem do partido liderada por Milan Krajča, foi posta na ilegalidade pelo Ministério do Interior do país. Pouco tempo depois, buscou-se também ilegalizar o KSČM, mas o projeto de lei que criminalizava movimentos políticos comunistas foi derrubado no Senado da Chéquia.
Seu eleitorado é geralmente composto principalmente daqueles cidadãos considerados "deixados para trás" pelo novo sistema capitalista (ex-funcionários públicos, aposentados, trabalhadores e ciganos).

## Resultados eleitorais

### Eleições legislativas
| Ano  | CI. | Votos      | %              | +/-  | Deputados | +/-  | Status            |
| ---- | --- | ---------- | -------------- | ---- | --------- | ---- | ----------------- |
| 1992 | 2.º | 909 490    | 14,05 / 100,00 | Novo | 35 / 200  | Novo | Oposição          |
| 1996 | 3.º | 626 136    | 10,33 / 100,00 | 3,72 | 22 / 200  | 13   | Oposição          |
| 1998 | 3.º | 658 550    | 11,03 / 100,00 | 0,70 | 24 / 200  | 2    | Oposição          |
| 2002 | 3.º | 882 653    | 18,51 / 100,00 | 7,48 | 41 / 200  | 17   | Oposição          |
| 2006 | 3.º | 685 328    | 12,81 / 100,00 | 5,70 | 26 / 200  | 15   | Oposição          |
| 2010 | 4.º | 589 765    | 11,27 / 100,00 | 1,54 | 26 / 200  | 0    | Oposição          |
| 2013 | 3.º | 741 044    | 14,91 / 100,00 | 3,64 | 33 / 200  | 7    | Oposição          |
| 2017 | 5.º | 393 100,00 | 7,77 / 100,00  | 7,14 | 15 / 200  | 18   | Apoio parlamentar |
| 2021 | 7.º | 193 817    | 3,61 / 100,00  | 4,16 | 0 / 200   | 15   | Extra-parlamentar |

### Eleições europeias
| Ano  | CI. | Votos   | %              | +/-  | Deputados | +/-     |
| ---- | --- | ------- | -------------- | ---- | --------- | ------- |
| 2004 | 2.º | 472 862 | 20,27 / 100,00 | Novo | 6 / 24    | Novo    |
| 2009 | 3.º | 334 577 | 14,18 / 100,00 | 6,09 | 4 / 22    | 2       |
| 2014 | 4.º | 166 478 | 10,99 / 100,00 | 3,19 | 3 / 21    | 1       |
| 2019 | 7.º | 164 624 | 6,94 / 100,00  | 4,05 | 1 / 21    | 2       |
| 2024 | 4.º | 283 935 | 9,56 / 100,00  | 2,62 | 1 / 21    | Estável |